# Hans-Peter Zimmer
Hans-Peter Zimmer, conocido también como HP Zimmer (Berlín, 23 de octubre de 1936 - Soltau, 5 de septiembre de 1992) fue un pintor y escultor alemán.

## Biografía
Zimmer fue introducido en el mundo del arte desde el principio por su tío, el coleccionista Otto Ralfs. En 1956 y 1957 estudió en la Academia de Bellas Artes de Hamburgo con el profesor Kranz y el profesor Johannes Itten para pasar a la Academia de Bellas Artes de Múnich (1957 a 1960) con Erich Glette.
En 1958 fundó el grupo de artistas SPUR en Múnich con los pintores Helmut Sturm y Heimrad Prem y el escultor Lothar Fischer. Tras una exposición conjunta en el Pavillon im Alten Botanischen Garten de Múnich, conocieron al artista y filósofo danés Asger Jorn, que los vinculó con la Galerie Van de Loo. En ese mismo año se publicó el primer manifiesto SPUR y el portafolio gráfico SPUR con 12 aguafuertes de los artistas y textos de Asger Jorn, Hans Platschek y Conrad Westphal. Desde 1959, el grupo SPUR fue miembro de la Internacional Situacionista, un movimiento cultural y político de arquitectos, cineastas, artistas y escritores. En 1961 fueron prohibidos en la Haus der Kunst por el ministro de Cultura de Baviera y en 1962 fueron acusados de pornografía y blasfemia por lo que fueron expulsados de la Internacional Situacionista ese mismo año.
El grupo publicó el libro SPUR en 1962, y se imprimen las revistas SPUR números 1 a 7. Siguieron proyectos conjuntos del grupo SPUR con el grupo de artistas de Múnich, 'Wir'. Le siguió una fusión bajo el nombre de 'Geflecht', que se disolvió en 1968 con el comienzo de los movimientos estudiantiles. Zimmer participó en tres obras conjuntas en 1963: el edificio SPUR para la Bienal de París, el mural 'Canal Grande Crescente' en el Palazzo Grassi de Venecia y la pintura de una casa de campo cerca de Múnich. Mientras viajaba por Italia, Zimmer conoció a Enrico Baj, Jean Dubuffet, Emilio Vedova y Graham Sutherland. 
El grupo SPUR se separó en 1966. En el mismo año, Zimmer y Helmut Sturm fundaron Gruppe Geflecht, pero Zimmer pronto perdió interés en las actividades del grupo. El artista se retiró de todos los grupos en 1967. No pintó nada durante un año y posteriormente comenzó una carrera en solitario. Zimmer se mudó de Múnich a Aschau im Chiemgau en 1973.
En 1982 se le ofreció una cátedra de pintura en la Hochschule für Bildende Künste Braunschweig (HBK Braunschweig) y en 1984 publicó su autobiografía con el título "Selbstgespräch" (Soliloquio). En 1986 fundó el Institut für Dämonologische Ästhetik (Instituto de Estética Demonológica) en Braunschweig. Varias de las obras de Zimmer de la donación del galerista Otto van de Loo se exhiben en la Kunsthalle in Emden. Murió de un tumor cerebral en 1992.

## Estilos artísticos
Zimmer estuvo predominantemente influenciado por el arte de la década de 1950, con el foco en la ciudad de Nueva York y ha jugado un papel fundamental en los campos de la abstracción y el expresionismo alemán.

## Exposiciones (selección)
- 2008: Brillantfeuerwerk, Haus der Kunst, Múnich; Bad Painting – good art, MUMOK de Viena.
- 2006: Gruppe SPUR 1957–1965, Villa Stuck, Múnich; Gruppe SPUR: Aufbrüche Manifeste Manifestationen, Schuebbe Projects, Düsseldorf.
- 2004: Actionbutton, Museo Ruso, San Petersburgo (Rusia); Das andere Ich Galerie, Marie-José van de Loo, Múnich.
- 2003: Actionbutton, Estación de Hamburgo, Berlín.
- 1997: Deutschlandbilder, Martin Gropius Bau, Berlín.